# São João Marcos
 (mars 2020).
 (avril 2023).
Le contenu est difficilement compréhensible vu les erreurs de traduction, qui sont peut-être dues à l'utilisation d'un logiciel de traduction automatique.
La ville submergée par les eaux du progrès.
Le site historique de Sain João Marcos aujourd'hui est patrimoine historique de l'État de Rio de Janeiro. Démolie et inondée dans le début des années 1940 par une société d'énergie électrique pour élargissement du barrage de Ruisseau du Lages, São João Marcos - une des villes le plus important du cycle du café de l'État de Rio de Janeiro, dans le siècle dernier - tournera aux livres de chute. Leurs ruines, dans le 3e District de Rio Claro (à 191 kilomètres de Rio, dans le Sud de l'État), ont été renversées par l'Institut De l'état du Patrimoine Artistique et Culturel (INEPAC), joint avec deux autres bornes de l'opulence du café dans la région : le Pont Beau, du siècle 19 - dans roche de hanterait, que les eaux laissent visibles dans estiagem - et une église de 180 ans qui a résisté au temps - l'igrejinha de l'Exploitation agricole de São Joaquim da Gramma - quartier général de la comendador Joaquim Brèves, un des propriétaires de terres plus influentes de l'Empire.
Un des premiers noyaux urbains renversés dans le pays, en 1939, quand conservait le tracé et les immeubles dans style colonial, Sain João Marcos a été destombada dans 1940 par Getúlio Vargas, pour le Light (société canadienne nationalisée en 1979) élever le niveau du Barrage de Dalles et augmenter la génération d'énergie dans l'usine de Sources. Même sous l'État Nouveau, les habitants ont résisté,
ils mais ont fini en sortant dans moyen à des pillages et à des démolitions d'immeubles des XVIIIe et XIXe siècles. La ville, établie en 1739 par les bandeirantes, avait été rompue de l'or du Minas Gerais et, ensuite fief du Comendador Joaquim José de Souza Breves, de propriétaire de 7 000 esclaves et de 100 exploitations agricoles de café, du littoral à Vale du Paraíba.
Beaucoup de ruines de la ville encore peuvent être vues aux marges du barrage - entre elles les fondations de l'église et du Collège de Sain João Marcos - donc les eaux ont fini en n'atteignant pas le niveau prévu.